# تلیو ونتو
تلیو ونتو (به ایتالیایی: Teglio Veneto) یک کومونه در ایتالیا است که در استان ونیز واقع شده‌است. تلیو ونتو ۱۱٫۵۲ کیلومتر مربع مساحت و ۲٬۲۷۶ نفر جمعیت دارد و ۹ متر بالاتر از سطح دریا واقع شده‌است.